# 마가다-밧지 전쟁
마가다-밧지 전쟁은 기원전 484년부터 기원전 468년까지 마가다와 밧지 사이에 발발한 전쟁이다. 마가다가 이 전쟁에서 승리해 밧지를 정복하였다.

## 전개
자이나교와 불교의 문헌 둘다 이 전쟁에서 마가다가 승리하고 밧지 지역을 정복한 것으로 기록되어 있으나 전쟁이 어떻게 전개되었는지에 대해서는 서로 다르다.

### 불교 문헌
불교 문헌에 따르면, 당시 갠지스 강의 마을 근처에 다이아몬드 광산이 있었고 마가다의 왕 아자타샤트루와 밧지 공화국은 이 광산에 대해 서로 동등한 채굴권을 가진다는 협상을 맺었는데, 협상의 내용과 달리 대부분의 보석들을 밧지가 채굴하자 아자타샤트루는 밧지를 쳐부수겠다고 결심했다. 마침 불교의 교조이자 아자타샤트루와도 면식이 있는 고타마 싯다르타가 밧지의 수도인 바이샬리에 머물고 있다는 소식을 들은 아자타샤트루는 바사카라라는 인물을 고타마 싯다르타에게 보내 밧지를 멸망시킬 방법을 물어보았다. 이때 아난타에게 밧지의 일곱 가지 풍속에 대해 들은 싯다르타는 바사카라에게 밧지의 일곱 가지 풍속이 존속하는 한 밧지는 번영이 계속될 것이며 쇠망할 일은 없다며 대답하였다. 그러나 이후로도 계속해서 바사카라를 바이샬리에 파견해 밧지의 약점을 파악한 아자타샤트루는 밧지를 침공하였는데, 이때 아자타샤트루에 의해 도입된 신식 전차인 라타 무살라를 주축으로 편성된 마가다군이 밧지군을 격파하였고 결국 기원전 468년에 밧지의 수도인 바이샬리가 마가다에게 함락되며 전쟁이 종결되었으며, 이 전쟁에서 패한 밧지는 마가다에 합병당했다.   

### 자이나교 문헌
자이나교 문헌에 따르면, 아자타샤트루의 아내인 파드마바티가 발코니에 앉아 있을 때, 코끼리를 타고 18개의 신성한 목걸이를 걸고 있던 할라와 비할라 쿠마라를 보았고, 이 물건들을 가지고 싶어한 파드마바티는 남편인 아자타샤트루에게 가 이 둘의 물건을 자신에게 달라고 요청하였다. 이 말을 들은 아자타샤트루는 할라와 비할라 쿠마라에게 가 그 물건들을 파드마바티에게 주라고 했으나 이 둘은 그 물건들을 지닌 적이 없다고 3번이나 부정하였으며, 이후 이 둘이 자신의 외할아버지인 체타카가 다스리던 밧지로 탈출하자 아자타샤트루는 체타카에게 그들을 체포할 수 있게 해달라고 3번 부탁했지만 모두 거절당했다.
더 이상 협상의 여지가 없다고 본 아자타샤트루는 그의 이복형들을 불러 군대를 동원시켰으며, 체타카는 말라, 리차비, 코살라와 동맹을 맺고 그들로부터 지원군을 얻으며 전쟁을 준비하였다.
독실한 자이나교 신자였던 체타카는 전쟁에서 하루에 하나 이상의 화살을 쏘지 않겠다는 서약을 했으며, 그는 이 서약대로 9일 동안 마가다군의 사령관 9명을 죽였다. 마가다군이 밧지군에게 밀리자 아자타샤트루는 3일 동안 인드라 신에게 기도하였는데, 3일 후 발발한 전투에서 밧지군은 패배하여 수도인 바이샬리로 퇴각하였으며 이후 바이샬리로 진격한 마가다군이 도시를 함락시키면서 밧지는 마가다에게 정복되었다.

## 같이 보기
- 아자타샤트루
- 마가다-아반티 전쟁